# 穆罕默德·穆斯塔法
穆罕默德·穆斯塔法（阿拉伯语：محمد عبد الله محمد مصطفى，1954年8月26日—）巴勒斯坦经济学家、政治家，现任巴勒斯坦总理，前巴勒斯坦投资基金会主席，巴勒斯坦解放组织执行委员会独立成员。